# Grégory Beron
Grégory Beron (* 31. Juli 1989 in Amiens) ist ein ehemaliger französischer Eishockeyspieler, der sein Land bei der Weltmeisterschaft 2016 vertrat. 

## Karriere
Beron begann seine Karriere bei den Gothiques d’Amiens aus seiner Geburtsstadt, für die er von 2007 bis 2013 in der Ligue Magnus spielte. Dabei wurde er 2010 in das All-Star-Team der Liga gewählt. Nach jeweils einer Saison bei den Ligarivalen HC Morzine-Avoriaz und Image Club d’Épinal, kehrte er 2015 nach Amiens zurück und spielte zwei weitere Jahre für seinen Stammverein. Nachdem er nach Ablauf seines Vertrages im Sommer 2017 zunächst keinen neuen Klub gefunden hatte, stand er seit Dezember 2017 bei Hockey sur glace Dunkerque in der französischen Division 1, der zweithöchsten Spielklasse des Landes, unter Vertrag. 2018 beendete er seine Karriere.

### International
Mit der französischen U18-Auswahl nahm Beron an der Weltmeisterschaft 2007 in der Division I teil. Anschließend spielte er mit den französischen Junioren bei den 2008 und 2009 ebenfalls in der Division I.
Nachdem er bereits in der Spielzeit 2011/12 sein Debüt in der Nationalmannschaft der Herren gegeben hatte, spielte er bei der Weltmeisterschaft 2016 sein erstes großes Turnier. Außerdem war er bei der Olympiaqualifikation für die Winterspiele in Pyeongchang 2018 für Frankreich im Einsatz.

## Erfolge und Auszeichnungen
- 2010 All-Star-Team der Ligue Magnus